# Comune di Aarhus
Il comune di Aarhus (in danese Aarhus Kommune) è un comune della Danimarca situato nella regione dello Jutland Centrale (Midtjylland)
La città principale e capoluogo è Aarhus.

## Centri abitati
I centri abitati principali del comune sono:
- Aarhus (295 688)
- Beder-Malling (9 395)
- Harlev (3 904)
- Lystrup (10 259)
- Mårslet (5 146)
- Løgten (8 624)

## Società

### Evoluzione demografica
Nel comune di Aarhus risiedono 367 095 abitanti (2024). La cifra considera tutto il territorio del comune: la città di Aarhus e i villaggi di Løgten-Skødstrup, Hjortshøj, Lystrup, Trige, Lisbjerg, Sabro, Harlev, Solbjerg, Tranbjerg, Mårslet, Beder e Malling. Aarhus si colloca così al secondo posto tra le città danesi e nella top 1 000 dei comuni europei per numero di abitanti.
(Censimento della popolazione al primo gennaio):
| - 950 - circa 500-1 000 - 1620 - circa 4 000 - 1835 - circa 6 800 - 1860 - circa 11 000 - 1890 - circa 33 000 - 1900 - circa 50 000 - 1935 - circa 100 000 - 1945 - circa 140 000 - 1950 - circa 150 000 - 1980 - 244 839 - 1985 - 252 071 - 1990 - 261 437 - 1995 - 277 477 | - 1999 - 283 673 - 2000 - 284 846 - 2003 - 291 258 - 2004 - 293 510 - 2005 - 294 954 - 2006 - 295 513 - 2007 - 296 170 - 2012 - 318 757 |